# Alpina carbonata
Alpina carbonata là một loài bướm đêm trong họ Geometridae.